# Folgefonna
Folgefonna er Norges tredjestørste isbræ og ligger på Folgefonnhalvøen i Hardanger og dækker områder i Jondal, Ullensvang, Odda, Etne og Kvinnherad kommuner, alle i Vestland fylke. Folgefonna er en af Norges sydligste gletsjere.
Den havde i 2006 et samlet areal på 207 km². Bræområdet er tredelt med Nordre Folgefonna (26 km²), Midtre Folgefonna (11 km²) og Søndre Folgefonna (164 km²). Bræen har flere udløbere ned mod omliggende dale. De mest kendte er Bondhusbreen, Buarbræen og Blomstølskardsbreen. Højeste punkt på  1.662 moh. ligger nord på den sydlige  bræ, øst for Fonnabu. Istykkelsen er målt op til 375 m, med en middeltykkelse på ca. 150 m.
Folgefonna nationalpark blev oprettet i 2005 og omfatter et område på 720 km². Fem floder og deres afvandingsområder er allerede varigt beskyttet: Æneselva, Furebergselva, Hattebergselva, Mosneselva og Opo, der har sit udløb i Odda. Under Folgefonna har man bygget Folgefonntunnelen, der er mere end 11 km lang.

## Historie
Folgefonna forsvandt efter istiden, men blev nydannet for omkring 5.000 år siden i en periode med temperaturfald og samtidig øget nedbør. Den har skiftevis krympet og vokset betydeligt sytten gange siden da. Nedsmeltningen nu er langt mindre end i tyveårsperioden 1935-55. Geolog Jostein Bakke fra Jondal har påvist mindst 30-40 indsøer under gletsjeren. Hvis den en dag ikke mere kan holde på vandet, eller revner, kan det føre til en flom, der udraderer dele af dagens bebyggelse langsmed Hardangerfjorden.
Siden 1960'erne er der udført målinger ved flere af Folgefonnas udløbere. Blomstølskardbræen helt i syd er stabil og har kun ændret sig lidt, sammenlignet med udløberne længere mod nord. Buarbræen og Bondhusbræen havde en periode med vækst i 1990-tallet, men har begge trukket sig hurtigt tilbage efter årtusindskiftet.
På Jorfjellbræen, som er en udløber fra Nordre Folgefonna, ligger Folgefonna Sommerskicenter med skitræk fra 1.200 til 1.450 moh. Adkomst på bilvej fra Jondal.

## I kulturen
Folgefonna er tema i Geirr Tveitts stykke for orkester: Folgafoldne fortél ingjenting (= Folgefonna fortæller ingenting), fra Hundrade hardingtonar frao Hardanger.
Det siges i sagnet, at Folgefonna opstod som en straf, fordi indbyggerne i syv præstegæld havde levet et syndefuldt liv. En dag de var i kirke, kom et voldsomt snevejr, der tog livet af dem alle - bortset fra en pige, der var blevet hjemme for at lave middagsmad til sin husbond. Hun overlevede, og har angiveligt efterkommere, der lever den dag i dag.

## Eksterne kilder og henvisninger
- Wikimedia Commons har flere filer relateret til Folgefonna

- Folgefonna og Fjordbygdene. Bog (591 sider) udgivet af Nord4 og Universitetet i Bergen 2008.

60°1′N 6°20′Ø / 60.017°N 6.333°Ø